# Deputati della XXIX legislatura del Regno d'Italia
Elenco dei deputati della XXIX legislatura del Regno d'Italia designati dal Gran Consiglio del Fascismo nel 1934.
- Benito Mussolini

A
- Giacomo Acerbo
- Matteo Adinolfi
- Antonio Aghemo
- Tonino Agodi
- Umberto Alberici
- Antonio Albertini
- Alessandro Alessandrini
- Dino Alfieri
- Fabio Allegreni
- Orazio Amato
- Ermanno Amicucci
- Aldo Andreoli
- Francesco Andriani
- Francesco Angelini
- Ferruccio Anitori
- Augusto Antonelli
- Napoleone Aprilis
- Ageo Arcangeli
- Domenico Arcidiacono
- Andrea Vincenzo Ardissone
- Gino Arias
- Emilio Arlotti
- Fortunato Tommaso Arnoni
- Filippo Ascenzi
- Mario Ascione
- Guido Asinari di San Marzano
- Alberto Asquini

B
- Giovanni Battista Baccarini
- Iti Bacci
- Federico Baistrocchi
- Italo Balbo
- Giovanni Giuseppe Baldi
- Carlo Baragiola
- Francesco Baraldi
- Michele Barbaro
- Bernardo Barbiellini Amidei
- Giorgio Bardanzellu
- Mario Barenghi
- Ugo Barni
- Carlo Emanuele Basile
- Luigi Begnotti
- Giovanni Belelli
- Zenone Benini
- Antonio Stefano Benni
- Carlo Bergamaschi
- Giovanni Bernocco
- Giulio Bertagna
- Gustavo Besozzi Di Carnisio
- Bruno Biagi
- Giuseppe Bianchini
- Giovanni Battista Bibolini
- Antonio Bifani
- Pietro Biffis
- Carlo Alberto Biggini
- Luigi Bilucaglia
- Tommaso Bisi
- Giuseppe Bleiner
- Carlo Boidi
- Pietro Bolzon
- Carlo Bombrini
- Guido Bonaccini
- Italo Bonardi
- Nazzareno Bonfatti
- Ugo Bono
- Oreste Bonomi
- Rodolfo Borghese
- Biagio Borriello
- Giuseppe Bottai
- Tommaso Bottari
- Italo Bresciani
- Alfredo Bruchi
- Giuseppe Bruni
- Guido Buffarini Guidi
- Vincenzo Buronzo
- Carlo Buttafochi

C
- Francesco Caccese
- Giuseppe Caffarelli
- Celso Calvetti
- Alberto Calza Bini
- Gabriele Canelli
- Giovanni Cao
- Massimo Capialbi
- Pietro Capoferri
- Luigi Capri Cruciani
- Antonello Caprino
- Giuseppe Caradonna
- Aristide Carapelle
- Armando Carlini
- Carlo Carretto
- Mario Carusi
- Vincenzo Casalini
- Vincenzo Casilli
- Nicolò Castellino
- Giuseppe Catalano
- Paolo Ceci
- Carlo Alberto Cempini Meazzuoli
- Ignazio Chiarelli
- Angelo Chiarini
- Pietro Paolo Terenzio Chiesa
- Giorgio Alberto Chiurco
- Tullio Cianetti
- Costanzo Ciano
- Livio Ciardi
- Francesco Ciarlantini
- Andrea Cilento
- Ezio Cingolani
- Ugo Clavenzani
- Giuseppe Cobolli Gigli
- Giovanni Cocca
- Bruno Coceani
- Italo Colombati
- Guido Corni
- Eugenio Coselschi
- Carlo Costamagna
- Guido Cristini
- Augusto Crò
- Araldo di Crollalanza
- Bramante Cucini
- Piero Cupello

D
- Attilio Da Empoli
- Vittorio Dalla Bona
- Mario d'Annunzio
- Felice De Carli
- Nicolò De Carli
- Filandro De Collibus
- Luigi Deffenu
- Pietro De Francisci
- Edmondo Del Bufalo
- Carlo Del Croix
- Riccardo Del Giudice
- Augusto De Marsanich
- Alfredo De Marsico
- Alfredo Dentice Di Frasso
- Luca De Regibus
- Marcello Diaz Duca Della Vittoria
- Giusino Ugo Di Belsito Parodi
- Giacomo Di Giacomo
- Vito Di Marzo
- Giovanni Dolfin
- Guido Donegani
- Alberto Donella
- Beniamino Donzelli
- Gian Giuseppe Durini

E
- Francesco Ercole

F
- Giovanni Fabbrici
- Enrico Fancello
- Amedeo Fani
- Vittorio Umberto Fantucci
- Roberto Farinacci
- Alberto Fassini
- Enrico Felicella
- Felice Felicioni
- Saverio Fera
- Cesare Feroldi Antonisi De Rosa
- Giovanni Ferragatta Gariboldi
- Artemio Ferrario
- Giacomo Ferretti
- Lando Ferretti
- Pietro Ferretti
- Ferruccio Ferroni
- Arnaldo Fioretti
- Ermanno Fioretti
- Enrico Folliero
- Giuseppe Francesco Formenton
- Luigi Maria Foschini
- Davide Fossa
- Mario Fossi
- Guido Franco
- Mario Fregonara
- Giuseppe Frignani

G
- Livio Gaetani dell'Aquila d'Aragona
- Oscar Galleni
- Luigi Gangitano
- Lionello Garbaccio
- Ezio Garibaldi
- Andrea Gastaldi
- Marco Gennaioli
- Cesare Genovesi
- Vittorino Gervasio
- Alessandro Ghigi
- Ettore Giannantonio
- Bartolo Gianturco
- Alfredo Giarratana
- Dante Gibertini
- Giulio Quirino Giglioli
- Dante Giordani
- Mario Giovannini
- Francesco Giunta
- Pietro Giunti
- Alessandro Gorini
- Giovanni Gorio
- Dino Grandi
- Ezio Maria Gray
- Carlo Griffey
- Umberto Guglielmotti
- Giovanni Guidi
- Bernardo Gusatti Bonsembiante
- Angelo Guzzeloni

H
- Nino Host Venturi

I
- Ulisse Igliori

J
- Mario Jannelli
- Guido Jung

K
- Umberto Klinger

L
- Rosario Labadessa
- Vincenzo Lai
- Vincenzo Lami
- Giuseppe Landi
- Luigi Lanfranconi
- Ferruccio Lantini
- Antonio Larocca
- Davide Lembo
- Antonio Leoni
- Alessandro Lessona
- Antonino Livoti
- Gerardo Locurcio
- Luigi Lojacono
- Adriano Lualdi
- Osvaldo Lucchini
- Giovanni Lucentini
- Italo Lunelli
- Riccardo Luzzati

M
- Renato Macarini Carmignani
- Giovanni Battista Madia
- Alfonso Maffezzoli
- Carlo Maria Maggi (politico)
- Paride Magini
- Milziade Magnini
- Edoardo Malusardi
- Angelo Manaresi
- Luigi Mancini
- Mario Mantovani
- Giovanni Maracchi
- Antonio Maraini
- Maurizio Maraviglia
- Corrado Marchi
- Ascanio Marchini
- Alberto Mario Marcucci
- Giovanni Maresca Donnorso di Serracapriola
- Giovanni Marinelli
- Alessandro Marini
- Dionigi Marquet
- Zelindo Ciro Martignoni
- Egilberto Martire
- Enrico Masetti
- Mario Mazzetti
- Giuseppe Mazzini
- Alessandro Mazzucotelli
- Giacomo Medici Del Vascello
- Alessandro Melchiori
- Bruno Mendini
- Emilio Menegozzi
- Nazzareno Mezzetti
- Filippo Mezzi
- Gabriele Michelini
- Giovanni Milani
- Luciano Miori
- Girolamo Misciattelli
- Ugo Moncada di Paternò
- Eugenio Morelli
- Giuseppe Morelli
- Giuseppe Moretti
- Nino Mori
- Lorenzo Morigi
- Aurelio Moro
- Giovanni Morselli
- Nicola Motolese
- Giacinto Motta
- Mario Muzzarini

N
- Sergio Nannini
- Guido Natoli
- Federico Negrotto Cambiaso
- Angelo Nicolato

O
- Vincenzo Oddo
- Costantino Oggianu
- Gino Olivetti
- Roberto Olmo
- Cipriano Efisio Oppo
- Paolo Orano
- Biagio Orlandi
- Alessandro Orsi
- Valentino Orsolini Cencelli

P
- Biagio Pace
- Nicola Tommaso Pace
- Franz Pagliani
- Giovanni Pala
- Vito Palermo
- Giuseppe Panepinto
- Sergio Panunzio
- Aldo Paolini
- Francesco Paoloni
- Raffaele Paolucci
- Alessandro Parisi
- Pietro Parisio
- Ernesto Parodi
- Gabriele Parolari
- Albino Pasini
- Mario Pasti
- Alessandro Pavolini
- Giuseppe Pavoncelli
- Ludovico Pellizzari
- Filippo Pennavaria
- Francesco Pentimalli
- Amedeo Perna
- Antonio Pesenti
- Domenico Pettini
- Carlo Peverelli
- Ottorino Piccinato
- Gino Pierantoni
- Ferdinando Pierazzi
- Cesare Pileri
- Cesare Pinchetti
- Gaetano Pirrone
- Pietro Pisenti
- Bernardo Pocherra
- Gaetano Polverelli
- Gaetano Postiglione
- Ettore Pottino di Capuano
- Amilcare Preti
- Giulio Egidio Proserpio
- Umberto Puppini
- Antonio Putzolu

R
- Celio Rabotti
- Mario Racheli
- Riccardo Raffaeli
- Luigi Razza
- Giuseppe Redaelli
- Alberto Redenti
- Raffaello Riccardi
- Vincenzo Ricchioni
- Giorgio Ricci
- Renato Ricci
- Luigi Ridolfi
- Guido Rispoli
- Ladislao Rocca
- Ruggero Romano
- Carlo Roncoroni
- Amilcare Rossi
- Ottorino Rossi
- Edmondo Rossoni
- Edoardo Rotigliano

S
- Francesco Sacco
- Giorgio Maria Sangiorgi
- Nicola Sansanelli
- Vincenzo Savini
- Luigi Scarfiotti
- Natale Schiassi
- Domenico Sciarra
- Carlo Scorza
- Luciano Scotti
- Adelchi Serena
- Cesare Serono
- Arrigo Serpieri
- Arnaldo Sertoli
- Domenico Sforza
- Luigi Silva
- Arrigo Solmi
- Domenico Spinelli
- Francesco Spinelli
- Attilio Spizzi
- Achille Starace
- Giuseppe Steiner
- Giorgio Suppiej
- Fulvio Suvich

T
- Giuseppe Tallarico
- Michele Tanzini
- Alessandro Tarabini
- Angiolo Tarchi
- Giuseppe Tassinari
- Vincenzo Tecchio
- Attilio Teruzzi
- Antonio Tommaselli
- Gaetano Toselli
- Antonio Trapani Lombardo
- Vittorio Tredici
- Emanuele Trigona
- Antonino Tringali Casanuova
- Francesco Tullio
- Cesare Tumedei

U
- Filippo Ungaro
- Giuseppe Urso
- Ettore Usai

V
- Valerio Valery
- Ercole Varzi
- Giovanni Vaselli
- Aldo Vecchini
- Rodolfo Vecchini
- Biagio Vecchioni
- Antonio Carlo Velo
- Tommaso Ventrella
- Alberto Verdi
- Zeno Verga
- Vittorino Vezzani
- Guido Viale
- Giuseppe Vidau
- Zeno Vignati
- Gaetano Vinci
- Sabato Visco
- Antonino Volpe

Z
- Gaetano Zingali
- Spartaco Zugni Tauro